# Pseudelaeodes sogai
Pseudelaeodes sogai là một loài bướm đêm trong họ Noctuidae.